# 現崇山

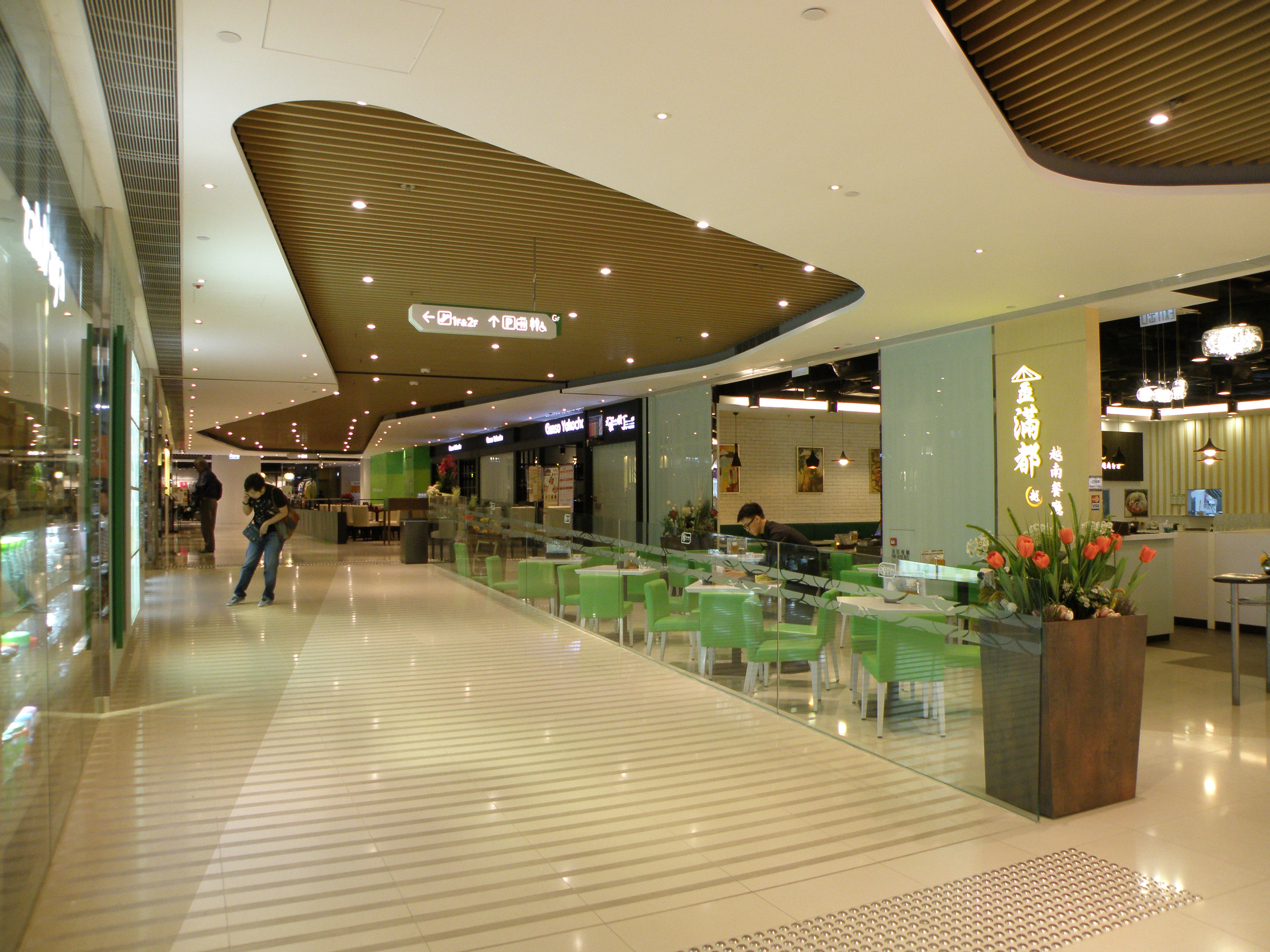
現崇山商場地下

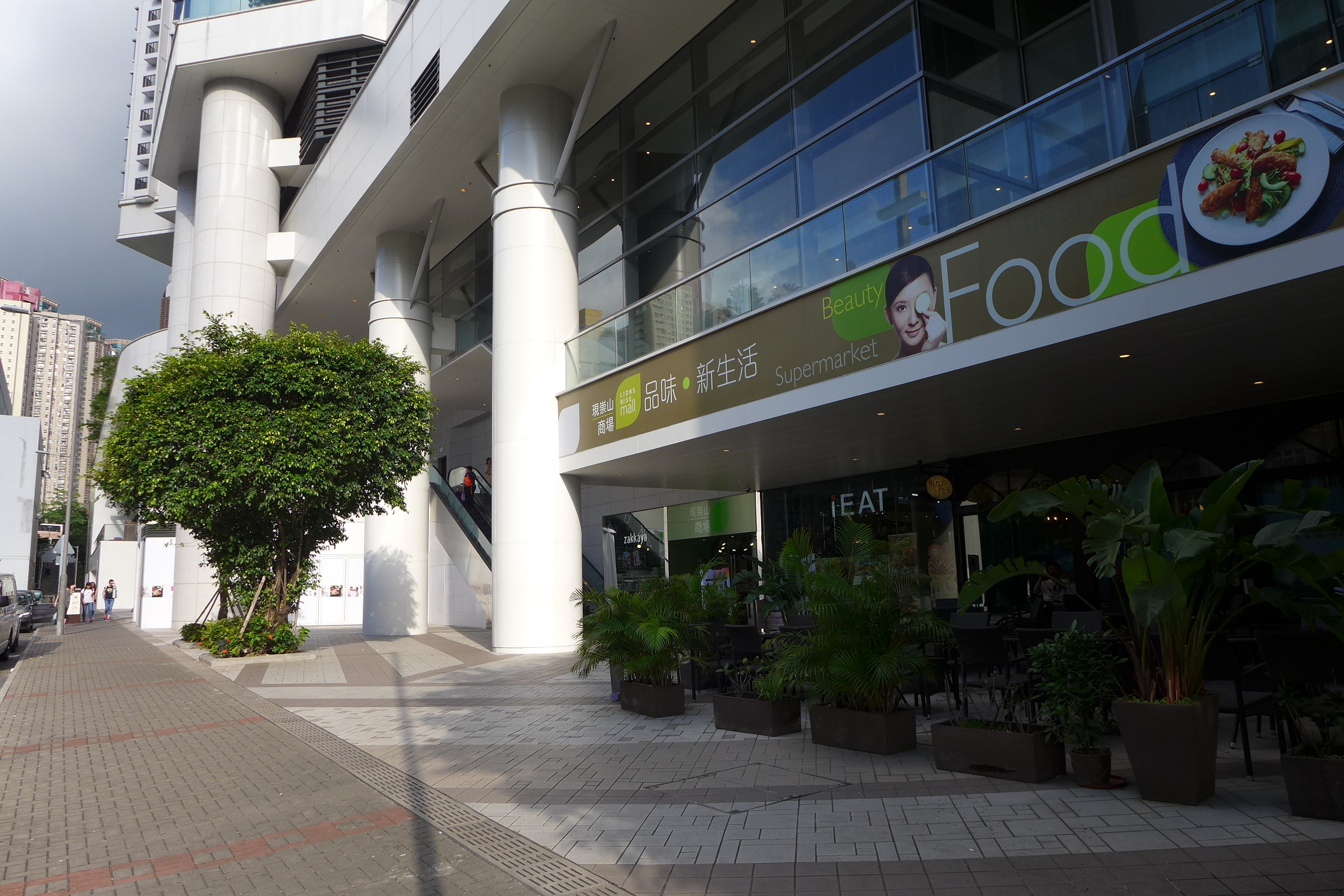
現崇山商場外觀

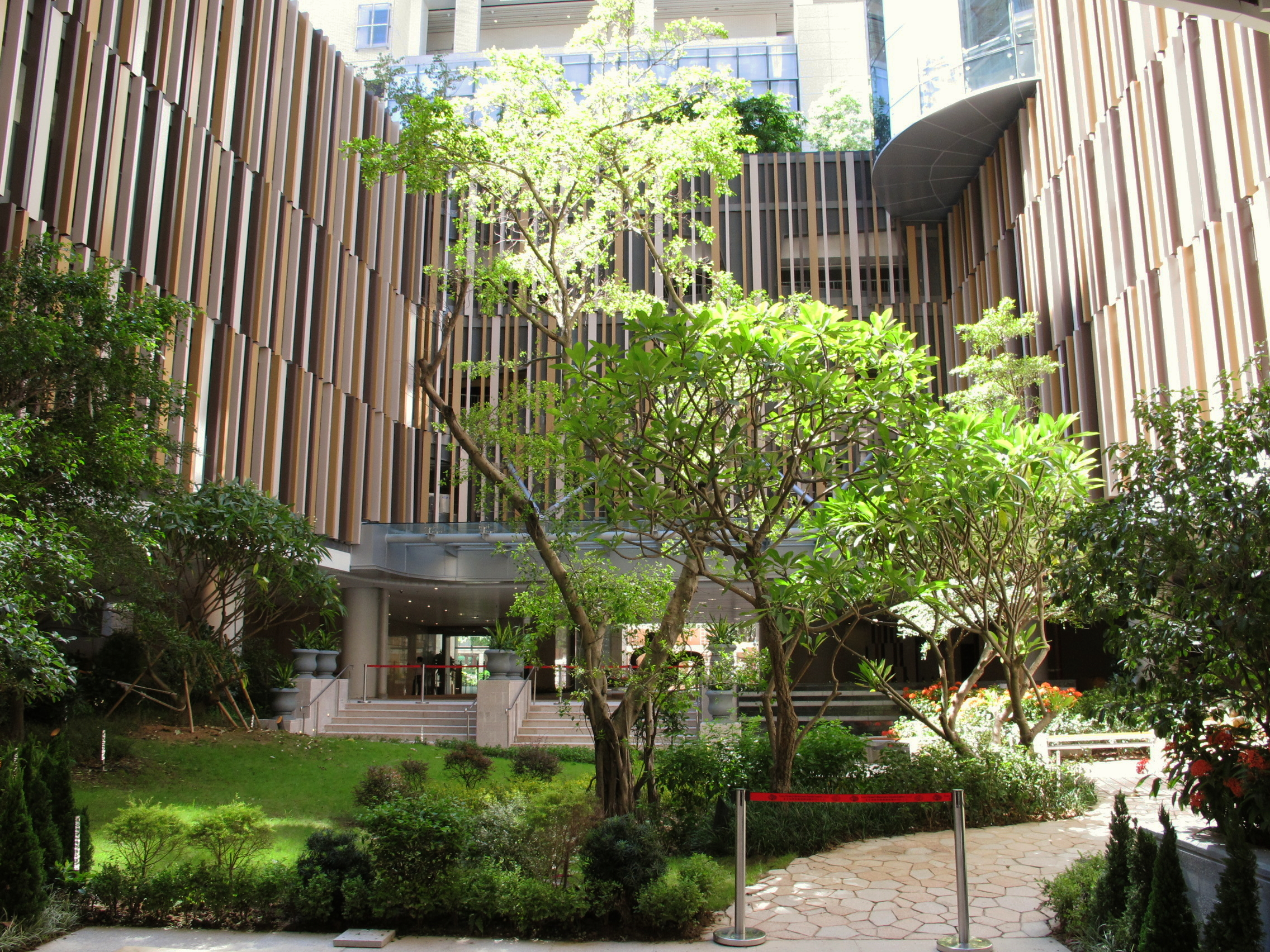
地面花園

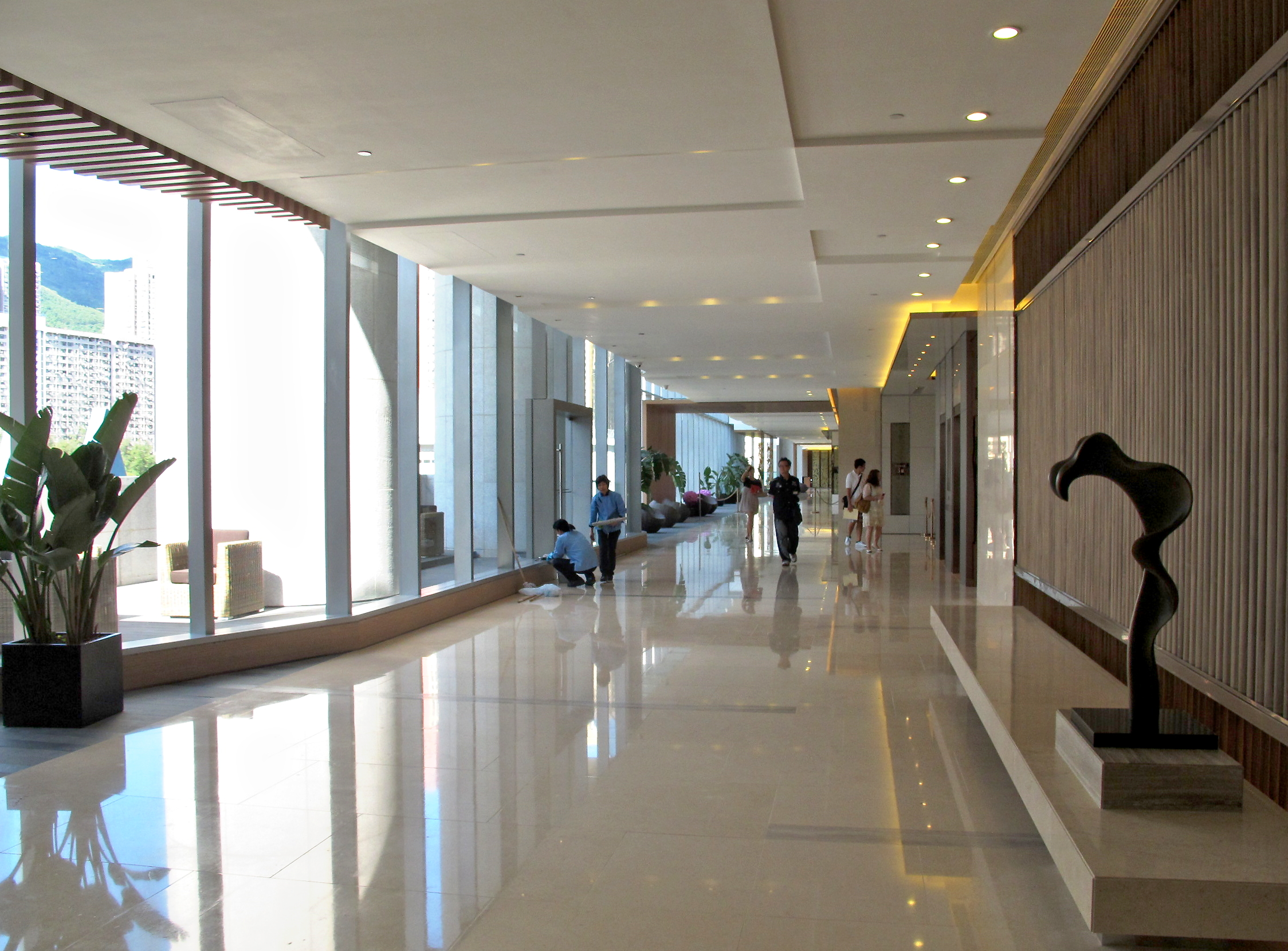
位於6樓的「四季長廊」

現崇山（英語：Lions Rise）位於香港九龍黃大仙睦鄰街8號，是一個設有5座樓宇的私人屋苑，在2012年4月落成。發展商為嘉里建設，分別有5幢31層高之樓宇，合共968個住宅單位。

## 背景
現崇山所處的親仁街、睦鄰街地皮，原為黃大仙警察宿舍，由發展商建設於2007年7月以39.8億元投得，以項目提供總樓面逾92萬方呎，住宅部分逾76萬方呎計，每方呎樓面折合僅4324元（仍未計及三成發水成分）。

## 物業設施
現崇山會所命名為「崇山薈」。會所設施及平台花園總面積逾13萬平方呎，包括逾35,000呎的住客會所。會所分佈於四、六及七樓，提供超過20項設施，包括健身室、水療池、50米室外泳池、室內恆溫泳池及兒童池、室內運動場館及兒童遊戲室等。位於會所的四樓及六樓分別更設花園宴會廳及天尚宴會廳，可靈活舉辦各種不同類型的活動。
六樓的「四季長廊」採用落地玻璃設計，空間感十足，可享獅子山及黃大仙一帶樓宇景色。長廊除直達會所，亦連接三、五及六座住宅大堂。

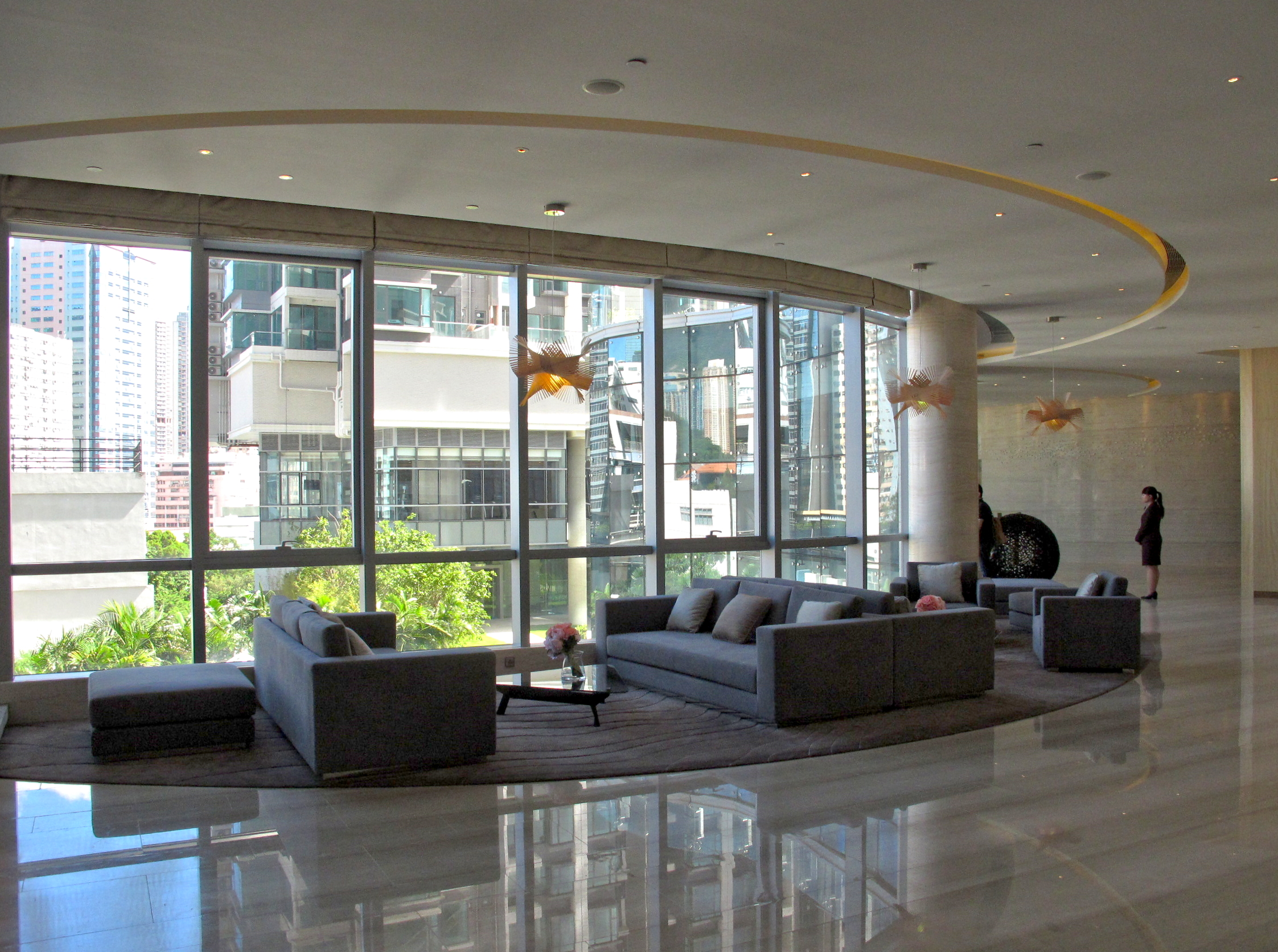
六樓會所大堂
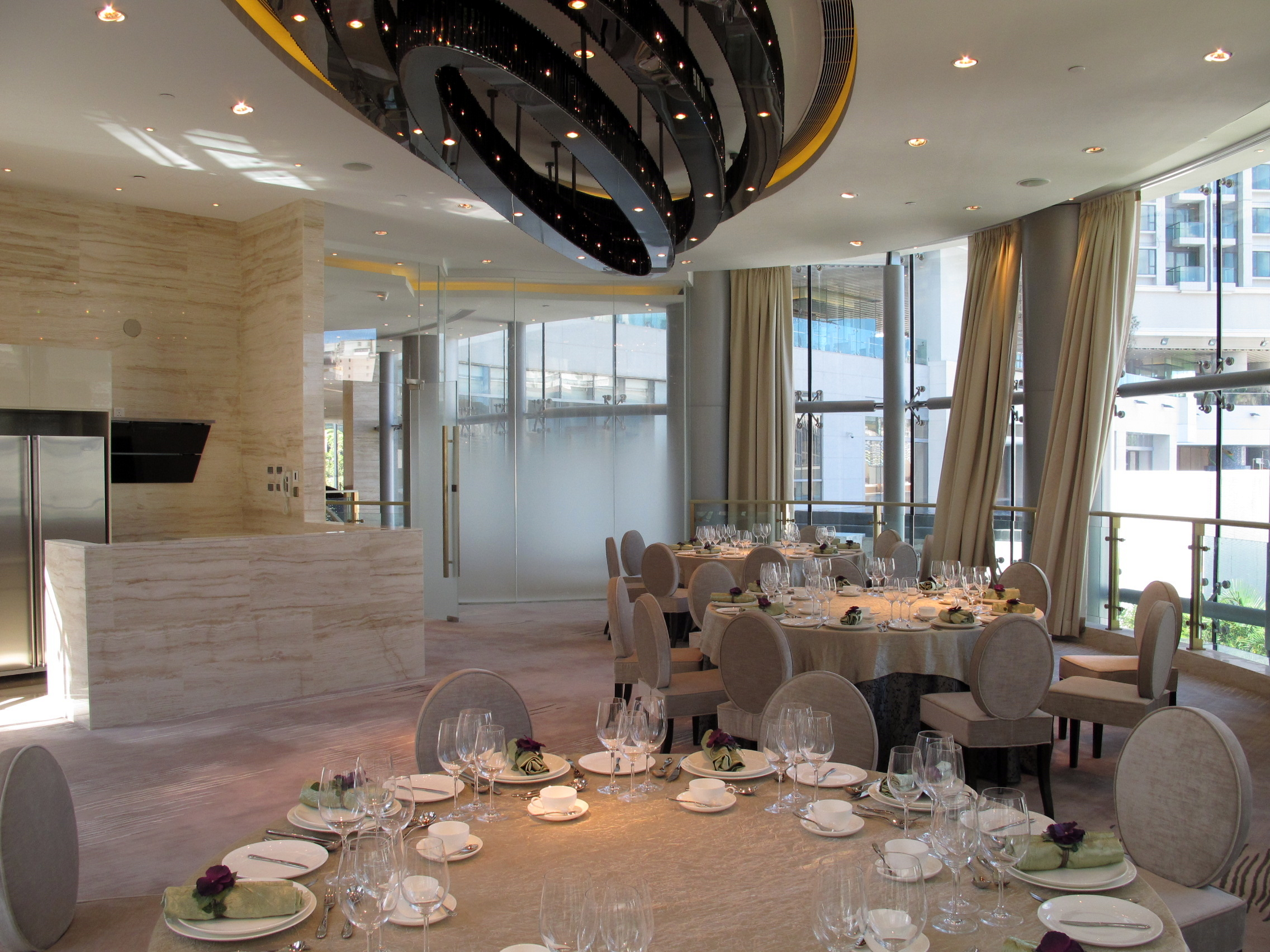
六樓天尚宴會廳
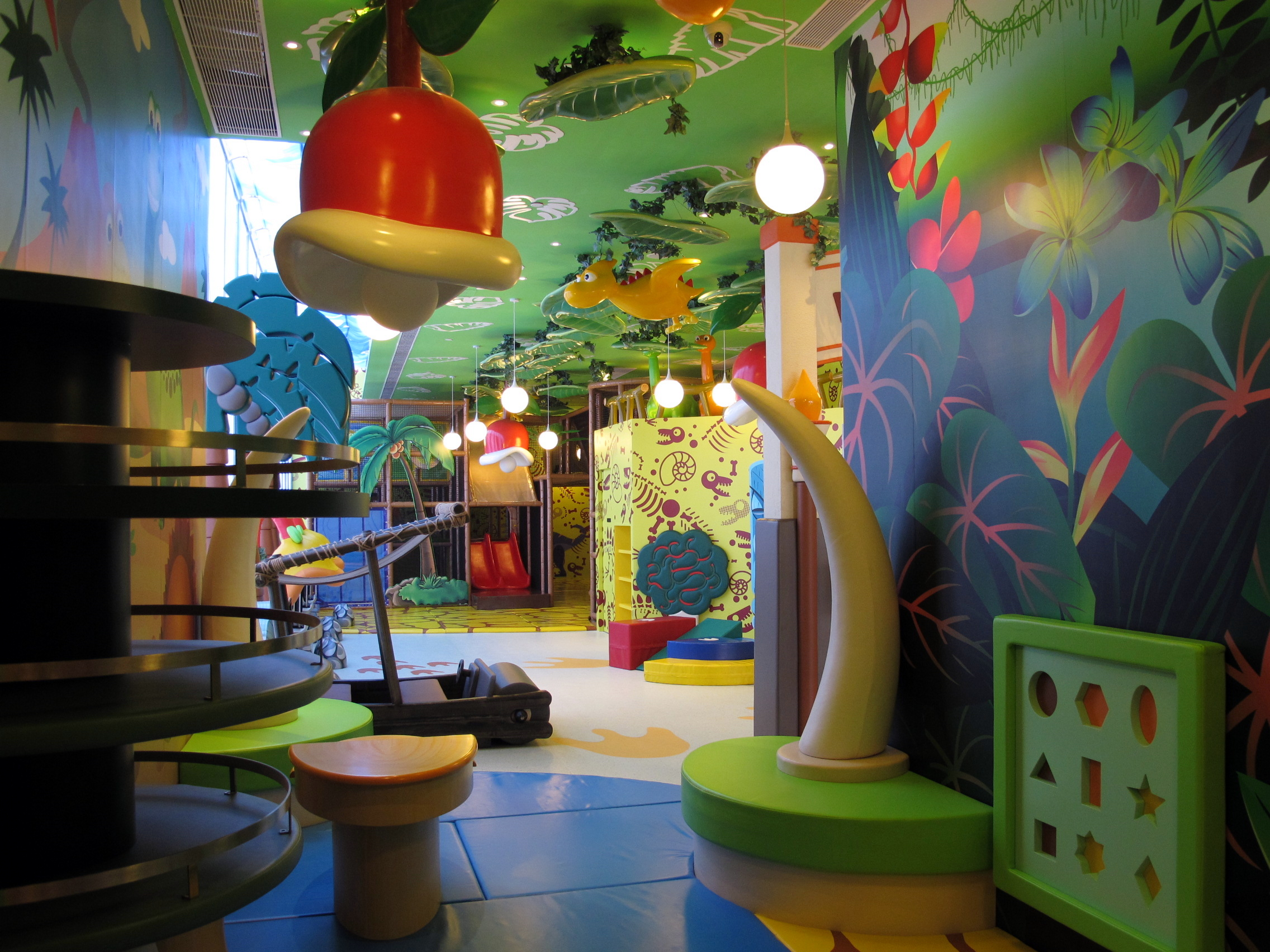
兒童遊戲室
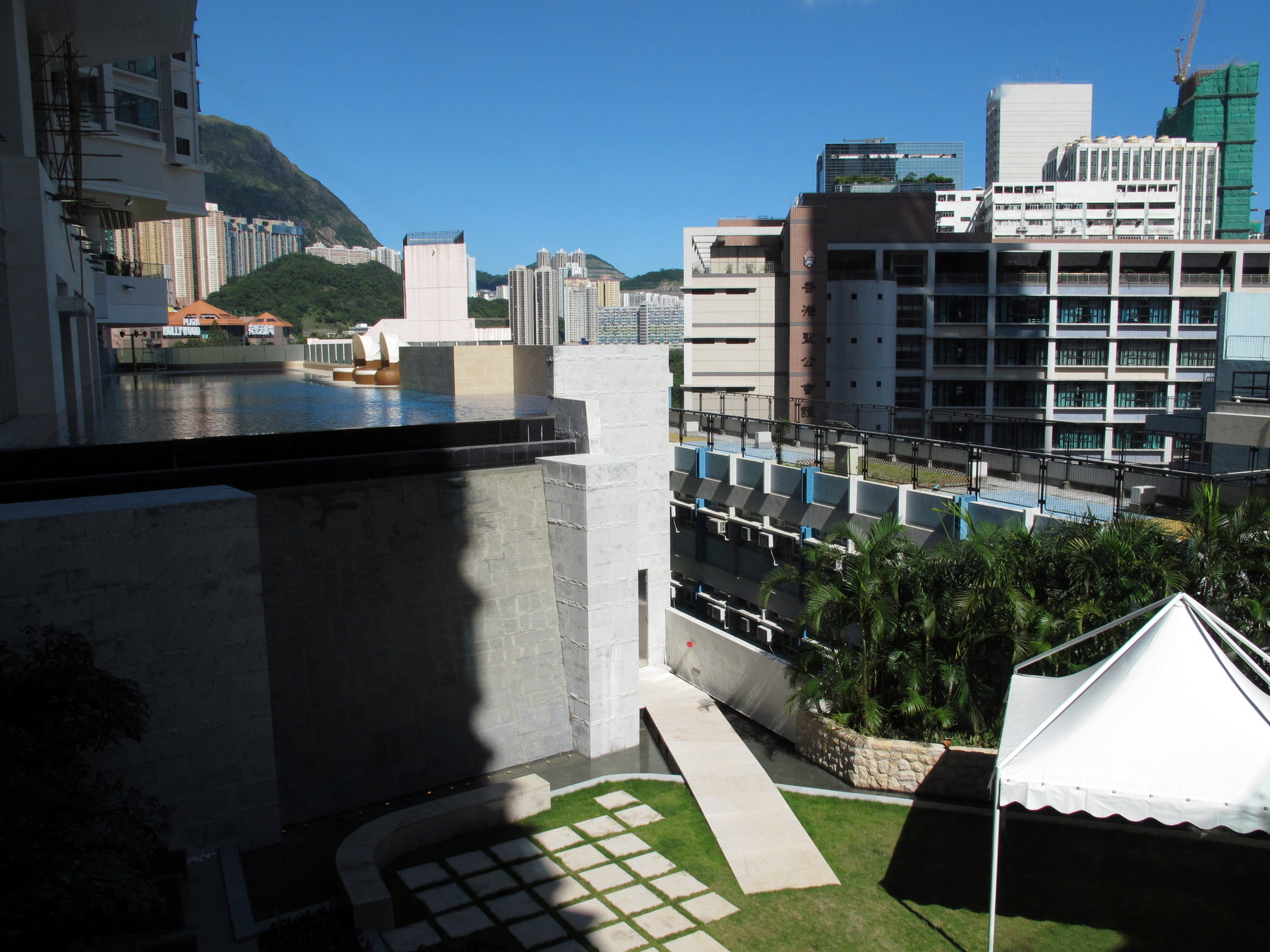
50米室外泳池及四樓花園
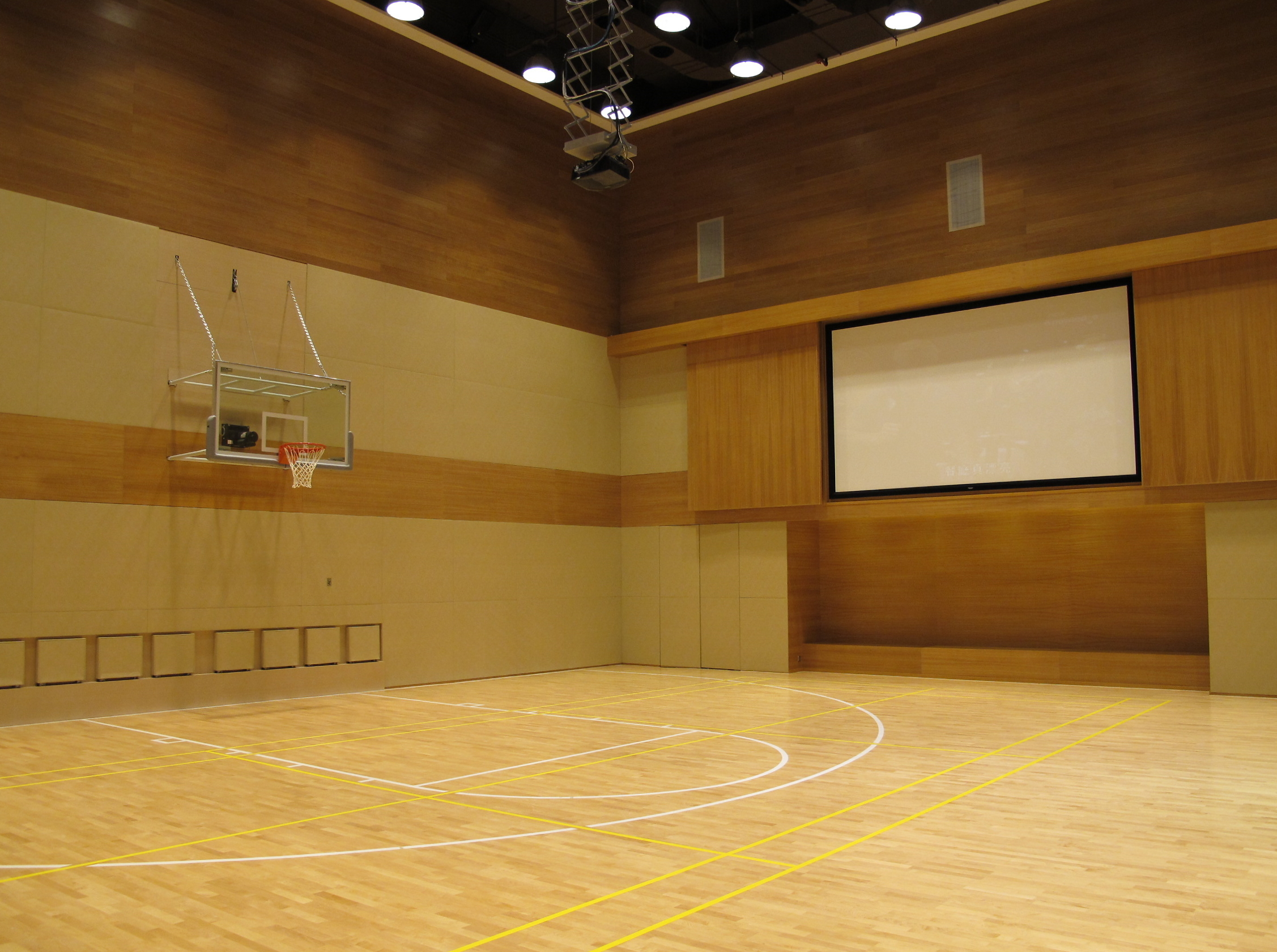
室內運動場館

## 商場
現崇山商場以生活品味作主題概念，面積達12.6萬平方呎，樓高3層，商舖數目約共50間，商戶車位共55個。主要採用半開放式及高採光設計，包括融入三層以半開放式的露天設計，於商場外圍開設寬闊的前庭廣場，高約15公呎，以配合特色園林茶座，將戶外環境緊扣相連。商場地下，1樓至2樓已於2012年11月中對外開放。
商舖面積由400平方呎至1萬平方呎，租戶包括開設精品零售商店、6,000平方呎的Market Place by Jasons、759阿信屋、Harvest Toys生活精品、英格蜜兒、RR Professional髮廊、地產代理及青苗琴行。
食肆包括大自然素食及約1萬方呎的高檔中式食府「彩晶軒」和「客滿庭」。主要目標客戶為年青夫婦及居於現崇山上址的中產人士。
截止2012年6月底6成商舖已獲承租，3成商舖正洽談中，嘉里物業市務總經理文靜芝表示，現時租務狀況理想，商舖平均呎租為50元，食肆佔30%至40%。商場2期(3樓)預料在下年第2季推出，不排除會調整價格，呎租有10%至20%上升空間。
2014年8月18日，領匯（現領展）宣佈以13.8億元向嘉里建設收購商場及停車場，截至2014年7月30日，該物業租用率約為84%，已承租36份租約及多份准用證，每月租金收入約280萬元。
2017年11月28日，領展宣佈將商場出售予基滙資本為首的財團，交易將於2018年2月28日完成。

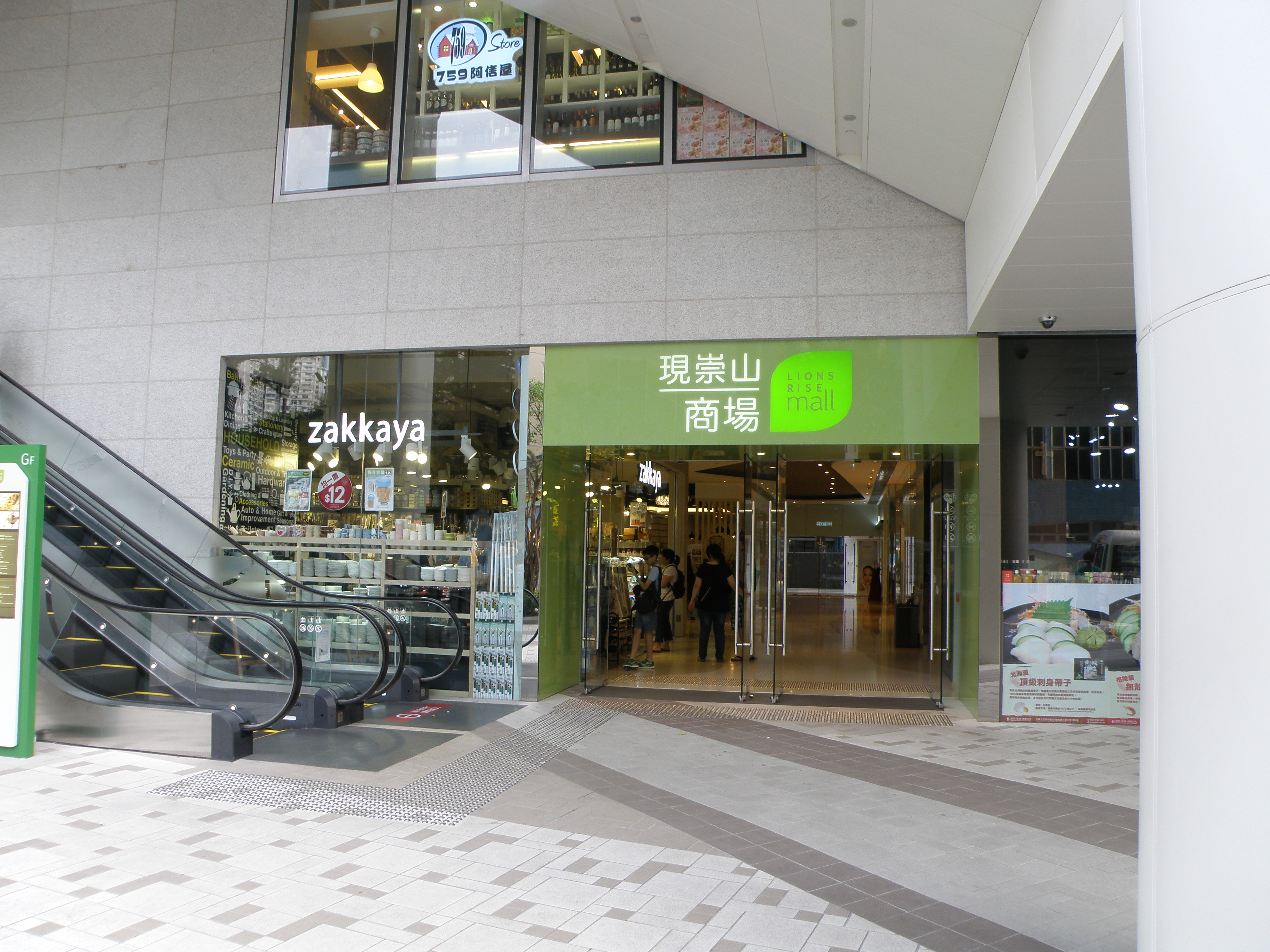
商場入口
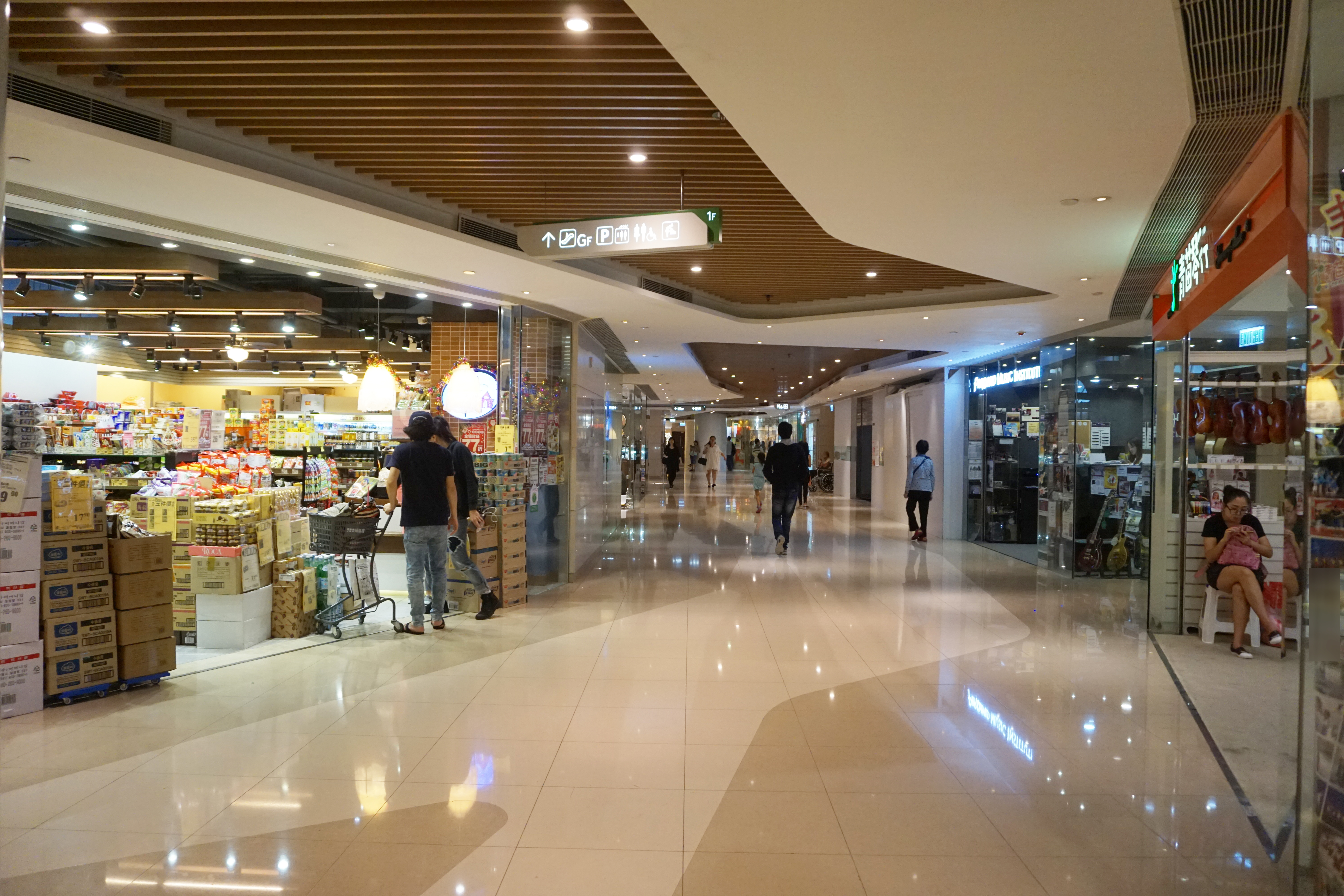
商場1樓
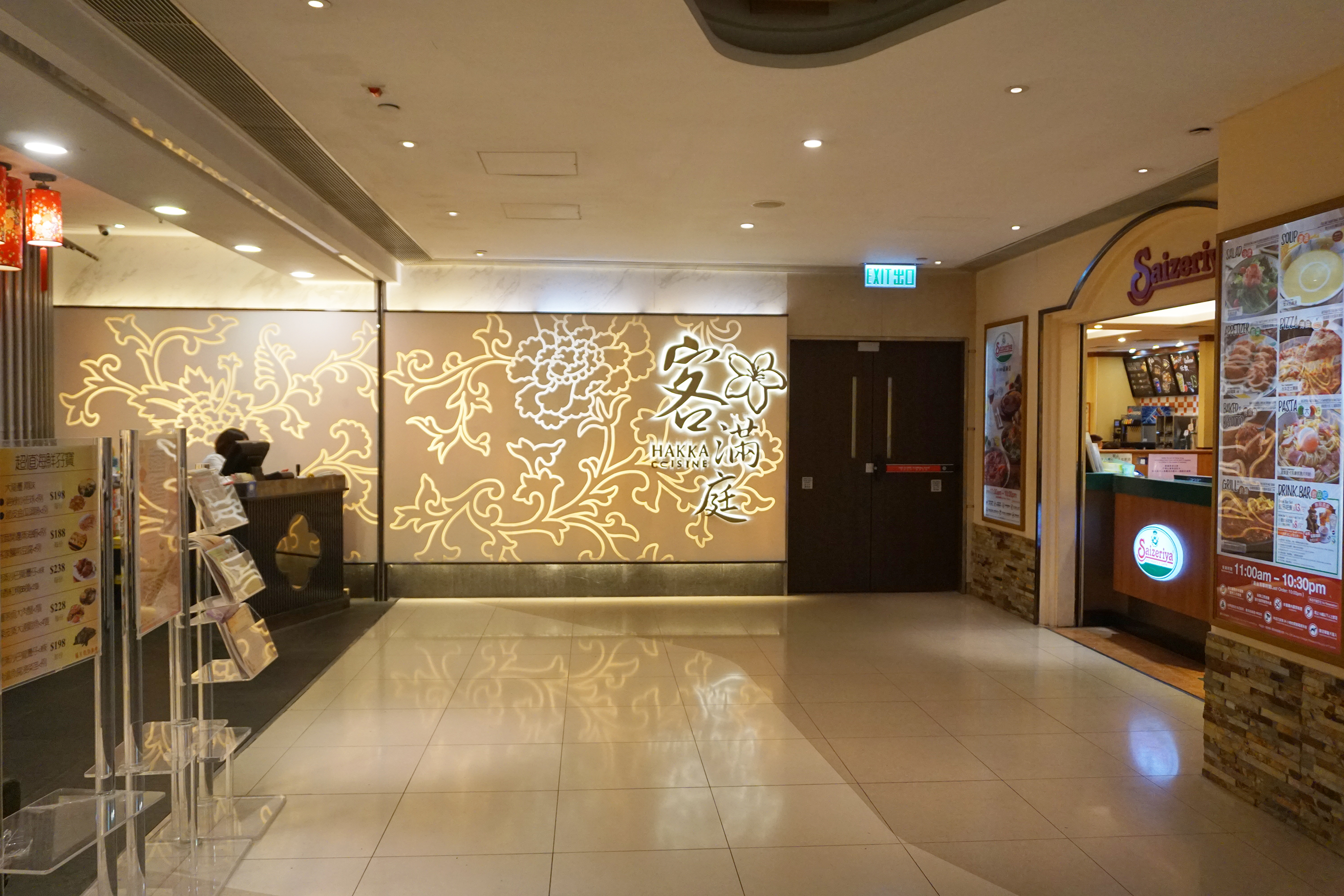
商場1樓食肆
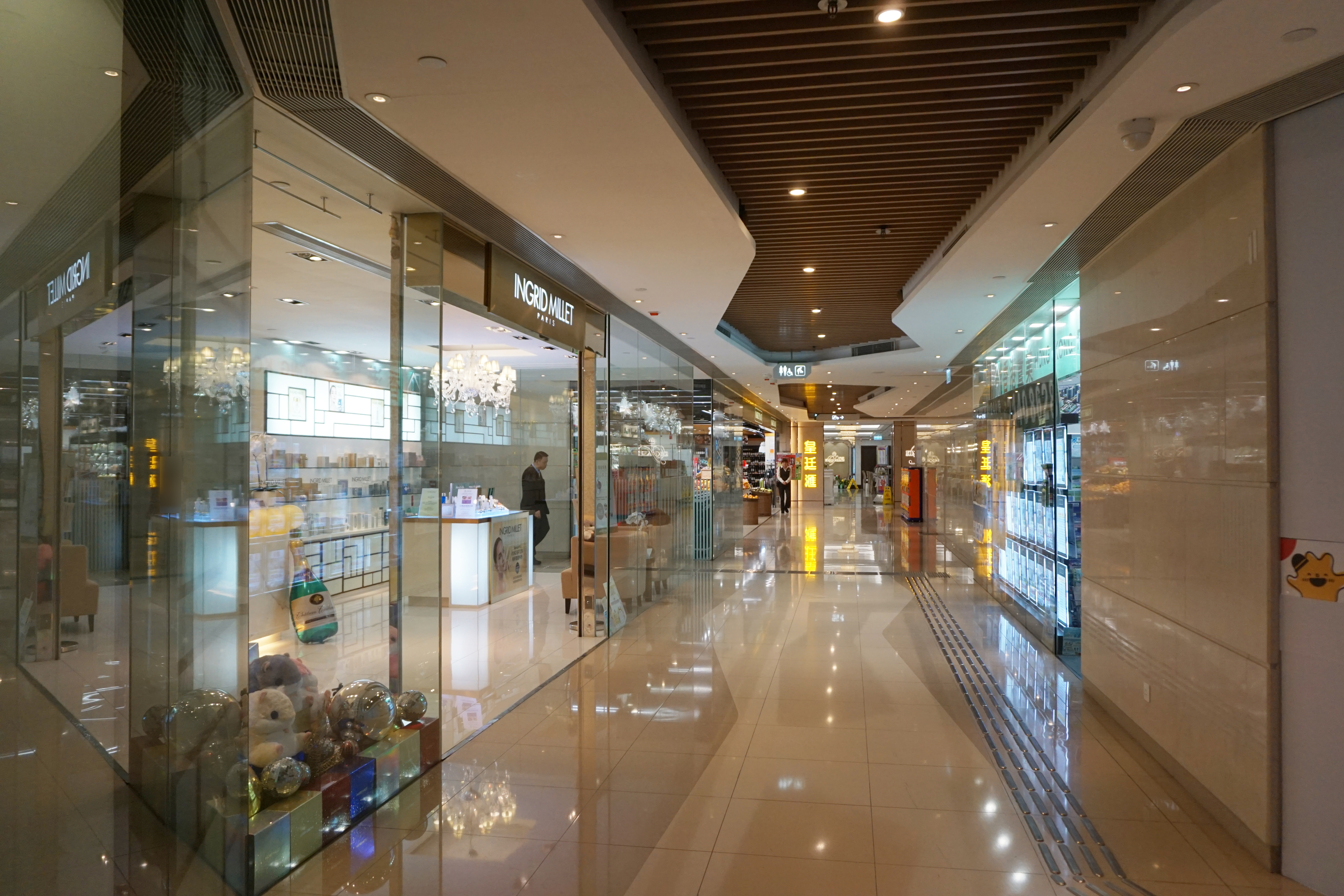
商場2樓

## 鄰近
- 黃大仙中心
- 龍翔道
- 龍蟠苑
- 黃大仙下邨
- 鳳德公園
- 荷里活廣場
- 啟鑽苑

## 外部連結
- 現崇山網站 （页面存档备份，存于）
- 現崇山 LionsRise 業主討論區

22°20′25″N 114°11′48″E / 22.340349°N 114.196774°E